# Proatimia pinivora
Proatimia pinivora is een keversoort uit de familie boktorren (Cerambycidae). De wetenschappelijke naam van de soort is voor het eerst geldig gepubliceerd in 1951 door Gressitt.